# Coraline e la porta magica
Coraline e la porta magica (Coraline) è un film d'animazione horror in stop-motion del 2009 scritto e diretto da Henry Selick e prodotto da Laika Entertainment. La pellicola è basata sul romanzo omonimo, scritto da Neil Gaiman ed illustrato da Dave McKean, pubblicato in Italia dalla Arnoldo Mondadori Editore nel 2002.
Il film è stato candidato all'Oscar nella categoria miglior film d'animazione per l'edizione 2010.

## Trama
Una notte, una bambola misteriosa si immette volando attraverso una finestra e viene agguantata da una sinistra creatura provvista di mani metalliche, composte da aghi di cucito. La bambola viene sfatta e rifatta, ma con un nuovo aspetto: diviene una bambina dai capelli blu e l'impermeabile giallo. Una volta completata il suo lavoro, l'essere sinistro la fa volare di nuovo fuori dalla finestra. L'undicenne Coraline Jones si è appena trasferita coi genitori, che non trovano mai il tempo di stare con lei a causa del loro lavoro, in una grande casa isolata chiamata Pink Palace. Qui conosce le vicine del piano di sotto, le eccentriche attrici teatrali in pensione April Spink e Miriam Forcible, e il vicino del piano di sopra, lo stravagante circense Sergei Alexander Bobinsky. Inoltre, nel bosco, conosce Wyborn "Wybie" Lovat, uno strano ragazzino che va in giro con un gatto nero e che le regala una bambola di pezza con le sembianze di Coraline, proveniente dal baule di sua nonna, la proprietaria di Pink Palace. La gemella della donna era scomparsa da bambina.  
Un giorno, esplorando annoiata la casa, Coraline scopre una porticina chiusa a chiave che si rivela murata, ma, quella notte stessa, i mattoni svaniscono permettendo alla bambina, attirata da dei topolini, di sbucare in una casa uguale alla sua anche se più bella e colorata, e di conoscere due persone identiche ai suoi genitori, ma molto affettuosi e con dei bottoni al posto degli occhi. Conquistata dalle attenzioni che "l'altra madre" e "l'altro padre" le riservano, ben presto Coraline prende l'abitudine di muoversi tra le diverse dimensioni; vive in questo modo grandi avventure assieme a "l'altro Wybie" che non parla, "gli altri vicini" che sono giovani, e il gatto nero di Wybie che, oltre a essere in grado di parlare e di passare da una dimensione all’altra a suo piacimento (facendo per questo infuriare "l'altra madre"), oltre a lei è l'unico a restare se stesso e non una versione alternativa. Il Gatto però mette in guardia Coraline, avvertendola che il posto in cui si trova non è quello che lei crede, ma di fare molta attenzione.
Un pomeriggio, dopo aver litigato con la sua vera madre, Coraline scappa nell’altra dimensione, dove "l'altra madre" le propone di restare per sempre lì con loro e farsi cucire anche lei dei bottoni al posto degli occhi. Coraline si rifiuta, così la donna va su tutte le furie e, assunte le sembianze di una terribile e mostruosa strega nota come "megera", rinchiude la ragazzina in uno specchio in cui fa la conoscenza dei fantasmi di tre bambini (una di essi è la gemella della nonna di Wybie), che le rivelano la verità: "l'altra madre" è un essere malefico che si nutre dell'anima dei bambini a cui strappa gli occhi e, per arrivare a loro, li spia attraverso la bambola con le loro sembianze. A differenza di Coraline, gli altri tre bambini furono ammaliati dai regali e le meraviglie che l'altra madre gli offriva; desiderando sempre di più, accettarono di farsi cucire i bottoni sugli occhi. Quando l'altra madre si stancò di loro, mangiò le loro vite. I tre bambini implorano Coraline di ritrovare i loro occhi spirituali, presi dall'altra madre, unico modo di riavere indietro le loro anime e finalmente venire liberati. Coraline promette che ci proverà.
Aiutata dall’altro Wybie, Coraline riesce a fuggire da quella dimensione; tuttavia, scoperto che i suoi veri genitori sono stati rapiti dalla megera, vi fa ritorno e sfida la megera a un gioco: se riuscirà a trovare i propri genitori e gli occhi dei bambini fantasma, la megera dovrà lasciare andare tutti (Coraline, i suoi genitori e i tre bambini), ma, se perderà, resterà lì per sempre. La megera accetta; chiude a chiave la porticina che collega i due mondi, inghiotte la chiave e dà un piccolo indizio alla bambina. 
È così che Coraline, armata di un amuleto donatole da Mrs. Spink e Mrs. Forcible e aiutata dal gatto, riesce a trovare gli occhi dei bambini e i suoi genitori (chiusi in una delle boule à neige, tanto amate dalla sua vera madre) poi, capito che la megera non la lascerà mai andare, riesce con l’inganno a farle aprire la porticina e, mentre il gatto nero le strappa con un graffio gli occhi di bottoni, lei scappa nel tunnel e, aiutata dai fantasmi dei bambini, chiude la porta e mozza una mano alla megera.
Tornata nella sua dimensione, Coraline trova i suoi veri genitori, che non ricordano nulla, libera gli spiriti dei bambini. Quando si accinge a gettare la chiave della porticina nel pozzo, la mano mozzata della megera la agguanta; Wybie, avvertito dal gatto, la salva distruggendo la mano con una grossa pietra; infine, i due gettano la chiave nel pozzo e lo chiudono definitivamente. 
L'incubo è finito e, sconfitta la megera, Coraline ha imparato la lezione: se si verificano dei problemi è meglio cambiare le cose con calma e pazienza, senza fuggire.

## Personaggi
- Coraline Jones: è una bambina intraprendente e sensibile, con la passione per la rabdomanzia e il giardinaggio; ha un'irrefrenabile voglia di fuggire da un mondo dove i genitori sono troppo impegnati a lavorare per darle ascolto e nel quale, soprattutto quando arrivano nella nuova casa, si sente terribilmente sola.
- L'Altra Madre: l'antagonista principale del film è una donna che assomiglia molto alla madre di Coraline, eccetto per dei bottoni al posto degli occhi e per le abilità culinarie, ma che, in realtà, è una malefica megera, un mostro aracniforme con aghi da cucito al posto delle dita e si ciba delle anime dei bambini, i quali vengono prima spiati attraverso una bambola di pezza con le loro fattezze cucita da lei stessa, poi attirati nel meraviglioso mondo che governa, dove cerca di convincerli a restare per sempre in cambio dei loro occhi. L'Altra Madre vuole al contempo qualcosa da amare che non sia lei stessa e qualcosa da mangiare. Sembra essere in grado di vedere il futuro, poiché fabbricò la bambola di Coraline, più di cinquant'anni prima che lei giungesse nella casa con i suoi genitori. Ciò lascia intendere che l'Altra Madre sia molto vecchia e che sia viva da secoli.
- Il gatto: è in grado di andare e venire dall'altro mondo senza sostituire i propri occhi con dei bottoni, quindi non è soggetto al regolamento che là vigono (per questo l'Altra Madre lo odia). Inoltre, quando è nell'altra dimensione, riesce a parlare chiaramente con gli umani; aiuta Coraline in entrambe le dimensioni.
- Wyborn "Wybie" Lovat: è il nipotino della proprietaria della casa in cui i Jones sono andati a vivere e, avendo come unico amico un gatto nero, pedina spesso la sua coetanea Coraline; è lui che dà a quest'ultima la bambola di pezza che la spierà, ma anche colui che ucciderà definitivamente la mano dell'Altra Madre.
- Mel Jones: è la madre di Coraline e la moglie di Charlie; è una donna brusca e immersa nel suo lavoro, e per questo è sempre in contrasto con la figlia.
- Charlie Jones: è il padre di Coraline e il marito di Mel; è un uomo succube della moglie che considera poco la figlia.
- L'Altro Padre: l'antagonista secondario è un uomo che assomiglia molto al padre di Coraline, eccetto per dei bottoni al posto degli occhi e per l'essere molto più creativo e brillante (sa suonare il pianoforte ed è un ottimo giardiniere), ma in realtà è solo un pupazzo creato dall'Altra Madre; nonostante ciò, è dotato di una propria coscienza e sarà lui a dare a Coraline il primo occhio. Indossa delle pantofole con la faccia di Monkeybone, protagonista del film diretto da Selick nel 2001.
- L'Altro Wybie: l'antagonista terziario del film è un ragazzino che assomiglia molto al vero Wybie, eccetto per dei bottoni al posto degli occhi e per l'essere muto. In realtà, è solo un pupazzo creato dall'Altra Madre; nonostante ciò, è dotato di una propria coscienza e sarà lui a liberare Coraline la prima volta, per poi venire ucciso dall'Altra Madre.
- Mr. Sergei Alexander Bobinsky: uno strano gigante buono di origini russe, che abita nell'attico della casa dove vive Coraline. Indossa la medaglia dei "Liquidatori" di Chernobyl. Non ha affatto cura di se stesso, né della sua abitazione, tenendola infatti nel peggiore dei modi come una soffitta abbandonata piena di cose vecchie e polverose. Possiede un circo di topi salterini dentro la sua stanza, che sta addestrando per mostrarsi in futuro al mondo e diventare famoso, ma che rifiuta di mostrare a chiunque affermando che i topi non sono ancora pronti. Per migliorare il loro talento, Bobinski compra vari tipi di formaggio per incentivarli. Malgrado le apparenze, Mr. Bobinsky può comunicare con i topi salterini e capire il loro linguaggio. I topi, avendo compreso che Coraline entra nel mondo dell'altra madre, avvertono Bobinski di dire alla bambina di non varcare la piccola porta che conduce al suo mondo. I topi sembrano essere al corrente dell'esistenza dell'altra madre come il gatto.
- l'Altro Mr. Bobinsky: il quarto antagonista del film è quasi uguale al vero Mr. Bobinsky, ma più elegante, pulito e con un aspetto migliore. L'attico in cui vive è molto carino e accogliente e possiede un delizioso circo dei topi salterini, in una piccola tenda; li addestra, ma in realtà questi topolini sono dei pupazzi mostruosi con le fattezze di ratto (infatti, quando uno di loro viene ucciso dal gatto, dal suo corpo esce della sabbia) e spie dell'Altra Madre, mentre l'uomo è un ammasso di vestiti pieno di ratti. Uno di loro possiede gli occhi della sorella scomparsa e, sebbene sia sfuggito a Coraline, il gatto lo ucciderà prima della conclusione del gioco.
- Miss April Spink e Miss Miriam Forcible: sono due anziane pensionate, eccentriche donne molto gentili e accoglienti che, in gioventù, sono state bellissime, snelle ed eclettiche attrici teatrali. L'anzianità le ha imbruttite e notevolmente trasformate, rendendo Miss Spink obesa e con problemi motori, mentre Miss Forcible miope e grassa. Il loro appartamento è situato nel seminterrato della casa nella quale vive Coraline. Hanno appesi alle pareti diversi cartelloni di alcune opere teatrali da loro interpretate in gioventù, e possiedono una miriade di cani neri (degli Scottish Terrier) sia vivi che imbalsamati. Una particolare dote di Miss Spink è quella di saper leggere il futuro sul fondo delle tazze da tè; capirà in questo modo che Coraline è in grave pericolo. Inoltre, le due donne collezionano delle vecchissime caramelle con le quali formano l'amuleto che Coraline userà per trovare gli occhi dei bambini fantasma, vittime dell'Altra Madre.
- l'Altra Miss Spink e l'Altra Miss Forcible: le ultime antagoniste del film sono le due attrici sono giovani e belle, come lo erano un tempo quelle reali, e gli sgradevoli aspetti che hanno nella vera dimensione sono dei costumi che utilizzano per recitare. Si esibiscono nel bellissimo teatro sito nel sottosuolo della casa, sia come attrici che come trapeziste, dando sfoggio al loro fisico snello e alla loro elasticità, davanti a un pubblico costituito esclusivamente dagli Scottish Terrier, ad eccezione di Coraline e dell'Altro Wybie. Come tutti i personaggi dell'altra dimensione, hanno i bottoni al posto degli occhi e si rivelano due orribili mostri gommosi dalle braccia attorcigliate e che vivono in una carta da caramella gigante. I loro Scottish Terrier hanno il corpo di pipistrello. Quando si trova nel teatro, Coraline troverà uno degli occhi dei bambini fantasma all'interno dell'anello appartenente ad una delle attrici.
- I tre bambini fantasma sono i bambini che precedettero Coraline: si tratta di due bambine e un bambino. Una delle femmine è la sorella gemella della nonna di Wybie. Anche loro furono spiati dagli occhi della bambola dell'Altra Madre, per poi essere attirati nel suo mondo, ma a differenza di Coraline hanno deciso di farsi cucire i bottoni sugli occhi, servendo le loro vite all'Altra Madre, che ora chiamano megera. In seguito, tramite gli occhi ritrovati, proteggeranno Coraline dalla collera dell'infida megera, mentre lei cercherà di fuggire. I bambini la avvertiranno che l'Altra Madre farà di tutto per ricondurla nel suo mondo e, quando getterà l'amuleto di Coraline nel fuoco, la gemella scomparsa metterà in guardia quest'ultima, dicendole che il mostro non la lascerà andare nemmeno se vincerà il gioco.
- Nonna di Wybie: è la padrona della casa in cui abita Coraline con la sua famiglia; da quando sua sorella gemella è scomparsa, è ossessionata dall'abitazione. Per quanto gli altri ritenessero che la bambina fosse scappata, lei era stata l'unica a credere che fosse stata rapita, malgrado non sia mai stata in grado di dimostrarlo. Con il tempo, il suo terrore verso Pink Palace non fece che aumentare. Considerandola un luogo stregato e pericolo per i bambini, vieta bruscamente a Wybie di avvicinarsi alla struttura. Questi si mostra solo fino alla fine, mentre, per tutto il tempo del film, chiama da lontano suo nipote perché stia al largo dalla casa. Alla fine della storia, Wybie presenta sua nonna a Coraline, che le racconterà tutto quello che è accaduto alla sua gemella.

## Produzione
Laika Entertainment House (ex Vinton Studios) ha finanziato per la realizzazione del film tra i 50 e 70 milioni di dollari. Coraline è il primo film d'animazione in stop-motion ad essere girato in stereoscopia con una doppia fotocamera digitale che consente di vedere il film in 3D. La lavorazione del film, tra riprese e post-produzione, è durata quasi tre anni. Il budget speso è stato di 60 milioni di dollari.
Nonostante abbia apportato alcune modifiche alla storia e ai personaggi, il regista ha tenuto a sottolineare di aver mantenuto il più possibile i toni gotico-fiabeschi del racconto.
Fin dall'inizio per doppiare la piccola protagonista fu scelta Dakota Fanning e in seguito l'attrice Teri Hatcher per dare la voce alla madre di Coraline e all'altra madre. La colonna sonora fu affidata a Bruno Coulais, con la partecipazione dei They Might Be Giants (TMBG) nel brano Other Father Song. I They Might Be Giants scrissero dieci canzoni per il film, ma le altre nove furono rifiutate quando venne scelto un tono più malinconico per la colonna sonora. Le composizioni di Coulais includono delle parti corali cantate in una lingua senza senso.
Il 22 dicembre 2007, Neil Gaiman ha visionato un'anteprima del film, dichiarandosi entusiasta del lavoro finora fatto. La distribuzione del film era prevista per il periodo di Halloween 2008, ma un mese prima di Halloween sono stati mostrati 30 minuti di filmato dichiarando che l'uscita del film è stata posticipata ai primi mesi del 2009, avendo ancora alcune settimane di lavorazione in post-produzione.

## Distribuzione
Il film è uscito negli Stati Uniti il 6 febbraio 2009, mentre in Italia è stato distribuito il 19 giugno 2009, nelle sale attrezzate in digitale 3D stereoscopico.
Il film è uscito in DVD, in una versione a due dischi. Un disco contiene il film in 2D con i contenuti speciali, quali il making of ed alcune scene eliminate; l'altro disco contiene la versione del film in 3D adatto a tutti i tipi di televisore, visibile tramite appositi occhialini che si trovano all'interno della confezione.

## Accoglienza

### Incassi
Il film ha incassato 124,6 milioni di dollari al botteghino, incassando dunque più del doppio rispetto al budget speso.

### Critica
Il film ha ricevuto il plauso dalla critica. Sulla piattaforma Rotten Tomatoes, ad esempio, l'opera ha ottenuto il 90% degli apprezzamenti e un voto di 7,8 su 10 sulla base di 210 recensioni. Su Metacritic il film ha ricevuto un voto di 80 su 100 sulla base di 38 recensioni.

## Riconoscimenti
- 2010 – Premio Oscar
  - Candidatura al miglior film d'animazione a Henry Selick
- 2010 – Golden Globe
  - Candidatura al miglior film d'animazione
- 2010 – British Academy Film Awards
  - Candidatura al miglior film d'animazione
- 2009 – Festival internazionale del film d'animazione di Annecy
  - Miglior lungometraggio